# 宮古湾海戦
| 甲鉄 70〜120ミリの鋼板で覆われた当時国内最強の軍艦。 |  | 回天 外輪船ながら400馬力のエンジンを有する快速艦であった。 |
| 甲鉄 70〜120ミリの鋼板で覆われた当時国内最強の軍艦。 |  | 回天 外輪船ながら400馬力のエンジンを有する快速艦であった。 |

宮古湾海戦（みやこわんかいせん、明治2年3月25日（1869年5月6日））は、箱館戦争における戦闘のひとつで、盛岡藩宮古村（現在の岩手県宮古市）沖の宮古湾で発生した。海上戦力で新政府軍に対して劣勢に立たされていた旧幕府軍は、新政府軍の主力艦である甲鉄への斬り込みによってこれを奪取する作戦を決行したが、失敗に終わった。宮古港海戦とも呼ばれる。

## 背景
明治元年（1868年）、江戸城無血開城に対して徹底抗戦を主張した榎本武揚率いる旧幕府艦隊は、江戸を脱走後、蝦夷地（後の渡島国）の箱館を占領し、箱館政権を樹立したが、旗艦の開陽を暴風雨で喪失し、海上戦力で新政府軍に対して劣勢に立たされていた。明治2年3月、旧幕府軍は新政府軍艦隊（甲鉄、春日、丁卯、陽春の軍艦4隻と徳島藩の戊辰丸、久留米藩の晨風丸および飛龍丸、豊安丸の軍用輸送船4隻）が宮古湾に入港するとの情報を入手した。なかでも旗艦の甲鉄は、当時日本唯一の装甲艦であった。甲鉄はフランスで建造されたアメリカ連合国海軍のストーンウォール号で、南北戦争後アメリカで繋留状態にあったものを江戸幕府がアメリカから購入したものであるが、日本到着が戊辰戦争勃発後となったためアメリカの局外中立を理由に幕府には引き渡されず、中立解除後に新政府が引き取っていた。榎本は江戸脱走以前から甲鉄の引渡しについてアメリカと交渉をしていた経緯があり、甲鉄を入手できれば、対外交渉においても有利に働くと考えていた。

## 作戦
元フランス海軍士官候補生ニコールの発案で海軍奉行・荒井郁之助、回天艦長・甲賀源吾らが宮古湾に停泊中の甲鉄を奪取する作戦を立案し、軍事顧問団のブリュネと総裁・榎本武揚がこれを承認した。斬り込みのための陸兵を乗せた回天、蟠竜、高雄の3艦が外国旗を掲げて宮古湾に突入し、攻撃開始と同時に日章旗に改めて甲鉄に接舷、陸兵が斬り込んで舵と機関を占拠するというものであった。第三国の旗を掲げて近づき、攻撃直前に自国の旗を掲げるのは騙し討ちであるが、奇計を用いることは万国公法で認められていた。
作戦準備が整い、回天には総司令官として海軍奉行・荒井郁之助、検分役として陸軍奉行並・土方歳三らが乗船し、元フランス海軍のニコール、コラッシュ、クラトーら、ならびに斬り込み隊として神木隊・彰義隊など合わせて100名の陸兵もそれぞれ3艦に乗り込んだ。この作戦に投入された旧幕府軍の戦力は以下の通り。
- 回天（旗艦）
  - 海軍 ： 海軍奉行・荒井郁之助、艦長・甲賀源吾、以下200余名、元仏海軍・ニコール
  - 陸軍 ： 陸軍奉行並・土方歳三、添役・相馬主計、同介・野村利三郎、彰義隊10名、神木隊36名
- 蟠竜
  - 海軍 ： 艦長・松岡磐吉、以下100余名、元仏海軍・クラトー
  - 陸軍 ： 新選組10名、彰義隊10名、遊撃隊12名
- 高雄（第二回天）
  - 海軍 ： 艦長・古川節蔵、以下70名、元仏海軍・コラッシュ
  - 陸軍 ： 神木隊25名

甲鉄への接舷は蟠竜と高雄のスクリュー式小型艦2隻で実行、大型の外輪船で接舷が難しい回天はその援護にあたる予定であった。

## 経過
3月21日未明、箱館を出港した3艦は、回天・蟠竜・高雄の順に互いを大綱で繋いで一列縦隊で進んだ。翌22日、偵察のために鮫村（青森県八戸市）に寄港して情報を得ると、宮古湾を目指してさらに南下するが、その夜暴風雨に遭遇し、3艦を繋いでいた大綱は断絶されて艦隊は離散してしまう。24日には嵐がやや静まり、回天と高雄の2艦は合流できたが、嵐で機関を損傷した高雄は修理を要し、やむなく2艦は宮古湾の南に位置する山田湾（岩手県山田町）に、回天はアメリカ国旗、高雄はロシア国旗を掲げて入港した。その頃、蟠竜は互いを見失った際の取り決めに従って鮫村沖で待機していた。同日、山田湾に停泊する2艦の元に新政府軍艦隊が宮古湾鍬ケ崎港に入港しているという確かな情報が入ってきた。目前にいる敵を逃すまいと、蟠竜との合流を諦めて2艦のみで作戦を実行に移すことになった。高雄が甲鉄を襲撃し、回天が残りの艦船を牽制するという作戦で、決行は25日夜明けとした。
一方、新政府軍では、所属不明の艦船が、宮古湾沖に出現したとの情報を得ていたが、佐賀藩を中心に編成されていた新政府海軍は旧幕府軍を軽視しており、海軍首脳は上陸して警戒を怠っていた。薩摩藩出身の陸軍参謀・黒田清隆はこの情報を重視して、斥候を出してこれを確認するように海軍に促したが、海軍副参謀・石井富之助はこれを受け付けなかった。この翌日、旧幕府軍によるアボルダージュ作戦が実行されることになる。

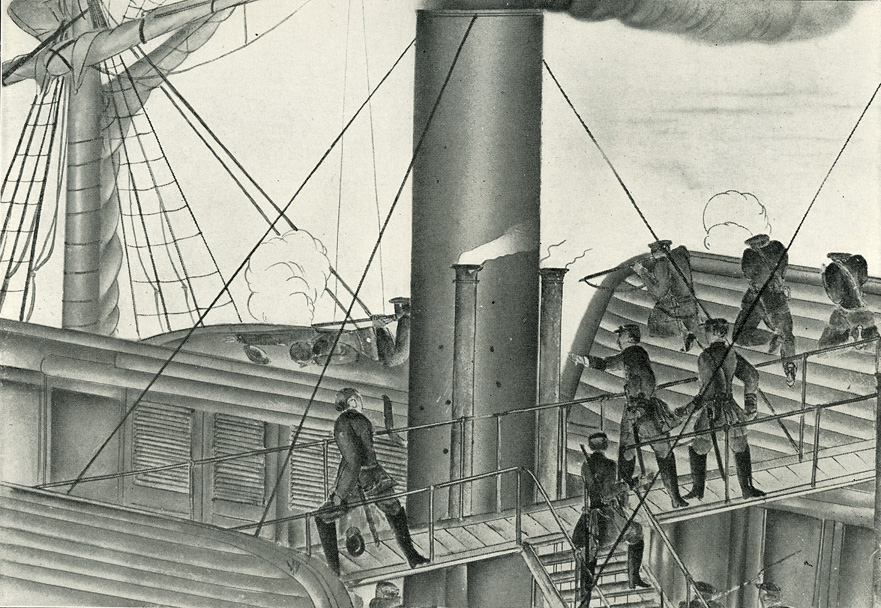
回天の戦闘

24日深夜、山田湾を出港して宮古湾へ向かう途上、高雄が再び機関故障を起こす。しかし航行は可能だったので、まず回天が甲鉄に接舷して先制攻撃をし、高雄が途中で参戦して残りの艦船を砲撃するという新たなシナリオに書き換えられた。25日午前5時頃、回天は速力の遅い高雄を待たずに単独で宮古湾への突入を敢行する。この時新政府軍艦隊は機関の火を落としており、アメリカ国旗を掲げた回天の接近にも特に注意が払われることはなかった。暴風雨による被害で、回天の特徴であった3本のマストが2本になっていたことも旧幕府軍には幸いした。甲鉄に接近した回天が作戦通りアメリカ国旗を下ろし、すぐさま日章旗を掲げて接舷すると、甲鉄の隣で唯一警戒に当たっていた薩摩藩籍の春日から敵襲を知らせる空砲が轟いた。
奇襲には成功したが、回天は舷側に水車が飛び出した外輪船で横づけできず、小回りも利かなかったため、艦長の甲賀源吾の必死の操艦にもかかわらず、回天の船首が甲鉄の左舷に突っ込んで乗り上げる形となってしまった。しかも、回天は大型の非装甲軍艦であるのに対し、甲鉄は小型で重い装甲をまとっているため乾舷が低く、シアーが付いて高くなっている回天の艦首とでは約3メートルもの高低差が生じてしまった。それでも回天からは先発隊が甲鉄の甲板に飛び降り、斬り込んでいったが、細い船首からでは乗り移る人数が限られ、またガトリング砲など強力な武器の恰好の標的となってしまう位置だったため、乗り移る前に回天甲板上で倒れる兵が続出し、ニコール、相馬主計なども負傷した。春日をはじめ周囲にいた新政府軍艦船も次第に戦闘準備が整い、回天は敵艦に包囲されて集中砲撃を浴びるに至る。甲賀源吾は腕、胸を撃ち抜かれてもなお指揮をふるっていたが、弾丸に頭を貫かれて戦死。形勢不利と見た荒井郁之助が作戦中止を決め、自ら舵を握って甲鉄から船体を離し、回天は宮古湾を離脱した。甲鉄に斬り込んでいった野村利三郎ら数名は、撤退に間に合わずに戦死。この間、約30分だったと言われる。

## その後

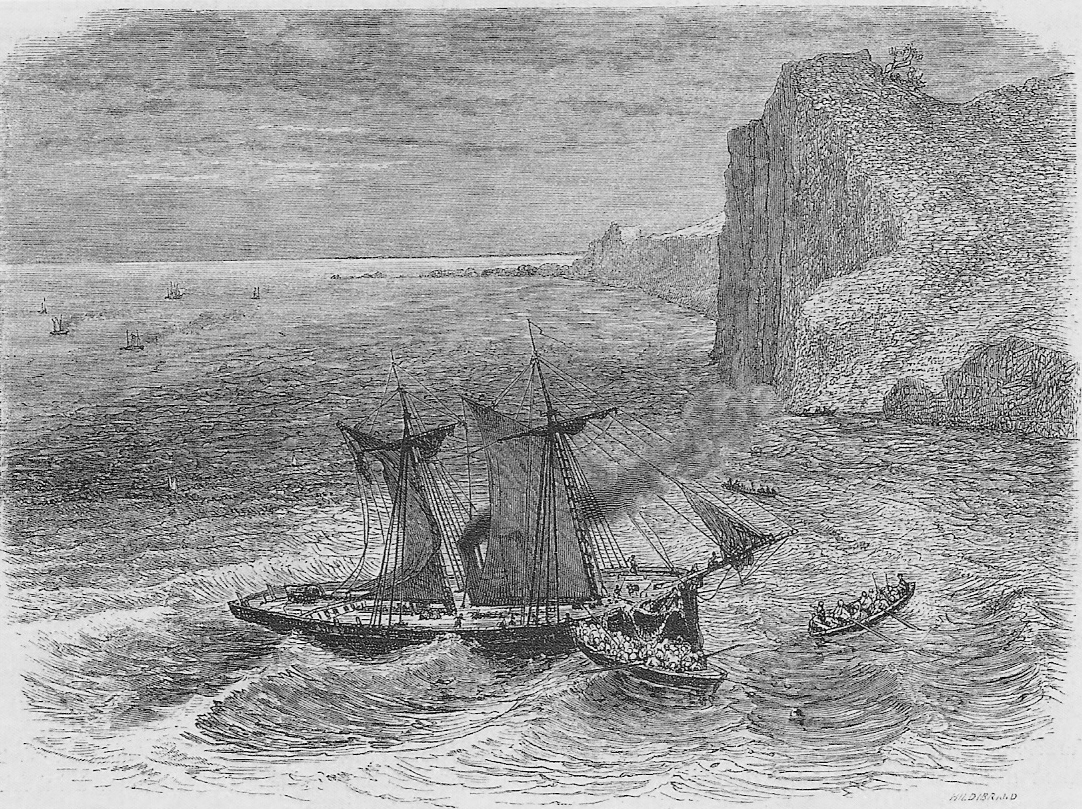
艦を放棄して上陸する高雄の乗組員

新政府軍は直ちに追撃を開始、回天は撤退途中に蟠竜と合流して26日夕方には箱館まで退却したが、機関故障を起こしていた高雄は甲鉄と春日によって捕捉された。艦長・古川節蔵以下95名の乗組員は田野畑村付近に上陸し、船を焼いたのちに盛岡藩に投降している。新政府軍では、回天の砲撃によって損傷した運送船・戊辰丸が北航不能となり、負傷者を収容して江戸へ戻った。
新政府海軍の砲術士官として春日に乗船していた東郷平八郎は、この回天による奇襲の衝撃を、「意外こそ起死回生の秘訣」として後年まで忘れず、日本海海戦での采配にも生かしたと言われる。また、危険な作戦を実行し、勇敢に戦った甲賀源吾について「甲賀という男は天晴れな勇士であった」と高く評価している。
現在、宮古市には東郷が残したこの海戦に関するメモが石碑となっている。（宮古港戦蹟碑、1907年に菊池長右衛門が別邸対鏡閣に建立、後に宮古市光岸地の大杉神社に移された。）
宮古市藤原の藤原観音堂（北緯39度38分06秒 東経141度57分44秒 / 北緯39.635090度 東経141.962188度）にある幕軍無名戦士の墓は藤原須賀に流れ着いた幕軍軍人の首なし死体を埋葬し、後に供養のため建立したものである。